# Nectomys magdalenae
Nectomys magdalenae és una espècie de mamífer rosegador de la família dels cricètids. És endèmic de Colòmbia, on viu a altituds de fins a 2.000 msnm. Es tracta d'un animal nocturn i solitari que s'alimenta d'artròpodes, fruita i fongs. El seu hàbitat natural són les zones d'herba alta i espessa situades a prop dels cursos d'aigua. Està amenaçat per la desforestació.